# Darrell Harris
Darrell Harris (ur. 25 maja 1984 w Cleveland) – amerykański koszykarz występujący na pozycji środkowego, od 12 lipca 2017 posiadający także polskie obywatelstwo. Jest żonaty z Polką. Obecnie występuje w klubie KSK Qemetica Noteć Inowrocław.

## Kariera
- W sezonie 2012/2013 zdobył brązowy medal rozgrywek Polskiej Ligi Koszykówki z AZS Koszalin[3].
- 25 lipca 2017 podpisał po raz drugi w karierze umowę z Kingiem Szczecin[4].
- 19 lipca 2019 został zawodnikiem MKS-u Dąbrowy Górniczej[5].
- 2 sierpnia 2020 podpisał kontrakt z MKKS Żak Koszalin[6].
- Od 2023 był zawodnikiem KSK Noteć Inowrocław[1].

### Osiągnięcia
Stan na 13 kwietnia 2022, na podstawie, o ile nie zaznaczono inaczej.
NJCAA
- Mistrz NJCAA (2004)
- 4. miejsce podczas mistrzostw NJCAA Division II (2005)
- Zawodnik roku OCCAC (2005)
- Zaliczony do I składu:
  - NJCAA Division II All-American (2005)
  - turnieju NJCAA Division II (2005)
  - regionu XII NJCAA (2005)

Drużynowe
- Brązowy medalista mistrzostw Polski (2013)[9]
- Finalista pucharu Polski (2013)
- Półfinał ligi urugwajskiej (2009)

Indywidualne
- MVP:
  - ligi portugalskiej (2008)[10]
  - meczu gwiazd ligi portugalskiej (2008)[11]
  - grupy A II ligi polskiej (2021)[12]
- Zaliczony do I składu grupy A II ligi (2021)[12]
- Uczestnik meczu gwiazd:
  - PLK (2010, 2012)[13]
  - ligi portugalskiej (2008)[11]
- Lider:
  - PLK w:
    - blokach (2011)[14]
    - zbiórkach (2010–2012, 2014)[14]

  - I ligi w zbiórkach (2022 – 12,9)[15]

### Statystyki podczas występów w PLK
- Sezon 2009/2010 (Kotwica Kołobrzeg): 26 meczów (średnio 15,4 punktu, 11,3 zbiórki oraz 1,4 bloku w ciągu 34,7 minuty)
- Sezon 2010/2011 (Kotwica Kołobrzeg): 24 mecze (średnio 14 punktów, 11,9 zbiórki oraz 2 bloki w ciągu 32 minut)
- Sezon 2011/2012 (Kotwica Kołobrzeg): 38 meczów (średnio 12,4 punktu, 11,6 zbiórki oraz 1,6 bloku w ciągu 32,3 minuty)
- Sezon 2012/2013 (AZS Koszalin): 36 meczów (średnio 11,6 punktu, 8,6 zbiórki oraz 1,1 bloku w ciągu 26,1 minuty)
- Sezon 2013/2014 (AZS Koszalin): 31 meczów (średnio 9,2 punktu, 6,2 zbiórki oraz 0,8 bloku w ciągu 22 minut)